# Гацалов, Марат Мисостович
Марат Мисостович Гацалов (род. 17 января 1978, Кириши, Ленинградская область) — российский театральный режиссёр, актёр. В 2013 году получил премию «Золотая маска» за спектакль «Август: графство Осейдж», Театр «Глобус», Новосибирск.

## Биография
По национальности осетин.
В 2000 году окончил актёрский факультет ВГИКа (курс И. Райхельгауза), в 2009 году окончил режиссёрский факультет РАТИ (курс С. Арцибашева и Ю. Йоффе). Дипломный спектакль М. Гацалова «Хлам» был включён в программу Russian Case фестиваля «Золотая маска» 2010 года.
С 1998 по 2001 год работал актёром в театре «Школа современной пьесы». С 2005 по 2008 год — актёр Московского театра им. Вл. Маяковского.

## Творчество
С момента окончания РАТИ в качестве режиссёра выпустил шесть драматических спектаклей, снял два сериала, подготовил 15-ю Церемонию вручения театральных премий «Золотая маска» и сделал десяток лабораторных работ в рамках театрального эксперимента.
Первую театральную режиссёрскую работу — спектакль «Жизнь удалась» — поставил с Михаилом Угаровым (совместный проект «Театра.doc» и Центра драматургии и режиссуры А. Казанцева и М. Рощина). Спектакль был включён в конкурсную программу фестиваля «Золотая маска» и в номинации «Эксперимент» получил специальную премию жюри драматического театра.
В 2010 году выпустил в Прокопьевском драматическом театре им. Ленинского комсомола спектакль «Экспонаты» В. Дурненкова, который получил приглашения на три фестиваля: Театральный фестиваль-конкурс «Ново-Сибирский транзит», Фестиваль театров малых городов России (Лысьва), Первый фестиваль театра и кино о современности «Текстура» (Пермь).
В 2010 году одновременно в двух московских театрах выпустил спектакли: «Приход тела» бр. Пресняковых (театр «ЦДР») и «Чё» И. Вилковой (Театр.doc).
С 2009 по 2012 год был заместителем художественного руководителя московского театра «Центр драматургии и режиссуры». В 2010—2012 годах — главный режиссёр Прокопьевского драматического театра им. Ленинского комсомола.
В 2011 году в Московском драматическом театре им. К. С. Станиславского состоялась премьера спектакля «Не верю», в основу которого легла пьеса М. Дурненкова, написанная по книге Станиславского «Моя жизнь в искусстве».
В новосибирском «Глобусе» поставил спектакль «Август: графство Осейдж» Т. Леттса (2011), за который в 2013 году получил «Золотую маску».
С 2012 по 2014 год был художественным руководителем Русского театра Эстонии в Таллине. В 2013—2016 годах в качестве главного режиссёра возглавлял Новую сцену Александринского театра в Петербурге.
28 ноября 2019 года стало известно, что 1 декабря в Пермском театре оперы и балета имени П. И Чайковского появится главный режиссёр. Гацалов возглавил режиссёрское управление и в частности, занимался в нём кастингом новых режиссёров, созданием единого эстетического поля и формированием репертуарной политики совместно с генеральным директором и другими творческими лидерами. «Марат Гацалов — яркая и содержательная фигура в мире театра. Каждый его спектакль привлекает внимание критики и публики, его работы оказали и влияние на целое поколение молодых режиссёров Одна из последних его постановок — „Соломея“ Штрауса в Мариинском театре», — генеральный директор театра Андрей Борисов. Занимал должность до 31 декабря 2021 года, после чего контракт с ним не был продлён.